# Brezzo di Bedero

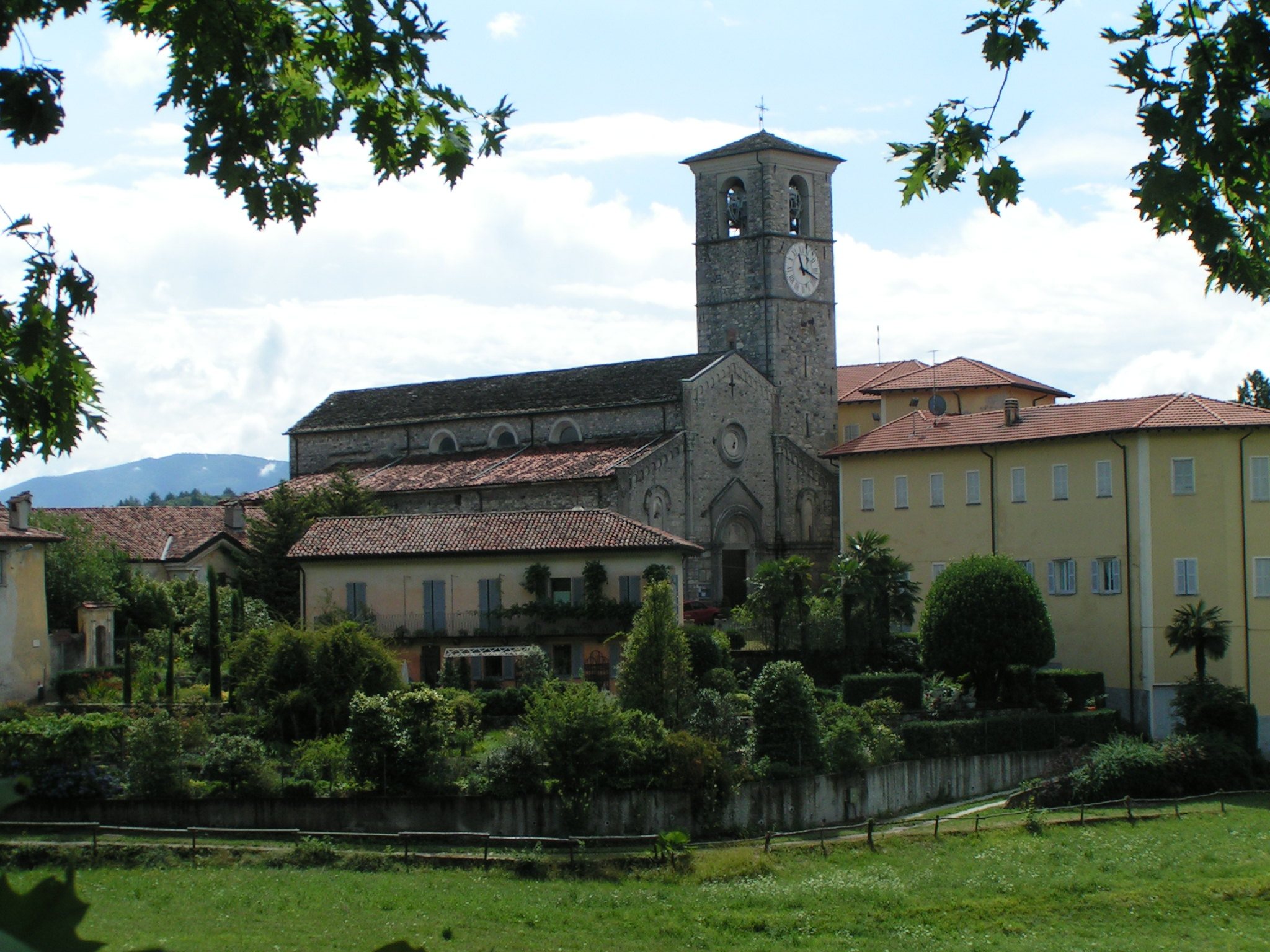
San Vittore

Brezzo di Bedero is een gemeente in de Italiaanse provincie Varese (regio Lombardije) en telt 984 inwoners (31-12-2004). De oppervlakte bedraagt 8,2 km², de bevolkingsdichtheid is 119 inwoners per km².
De volgende frazioni maken deel uit van de gemeente: Bedero, Brezzo, Pralongo, Casa Passera, casa fioroli, Alcio, La Canonica, Trigo, Casa Sirpo, Nonedo, Cà Bianca, Casa Spozio, Villaggio Olandese.

## Demografie
Brezzo di Bedero telt ongeveer 430 huishoudens. Het aantal inwoners steeg in de periode 1991-2001 met 15,9% volgens cijfers uit de tienjaarlijkse volkstellingen van ISTAT.
| Jaar | Inwoneraantal |
| ---- | ------------- |
| 1991 | 820           |
| 2001 | 950           |

## Geografie
De gemeente ligt op ongeveer 352 m boven zeeniveau.
Brezzo di Bedero grenst aan de volgende gemeenten: Brissago-Valtravaglia, Cannero Riviera (VB), Germignaga, Oggebbio (VB), Porto Valtravaglia.
Agra · Albizzate · Angera · Arcisate · Arsago Seprio · Azzate · Azzio · Barasso · Bardello con Malgesso e Bregano · Bedero Valcuvia · Besano · Besnate · Besozzo · Biandronno · Bisuschio · Bodio Lomnago · Brebbia · Brenta · Brezzo di Bedero · Brinzio · Brissago-Valtravaglia · Brunello · Brusimpiano · Buguggiate · Busto Arsizio · Cadegliano-Viconago · Cadrezzate · Cairate · Cantello · Caravate · Cardano al Campo · Carnago · Caronno Pertusella · Caronno Varesino · Casale Litta · Casalzuigno · Casciago · Casorate Sempione · Cassano Magnago · Cassano Valcuvia · Castellanza · Castello Cabiaglio · Castelseprio · Castelveccana · Castiglione Olona · Castronno · Cavaria con Premezzo · Cazzago Brabbia · Cislago · Cittiglio · Clivio · Cocquio-Trevisago · Comabbio · Comerio · Cremenaga · Crosio della Valle · Cuasso al Monte · Cugliate-Fabiasco · Cunardo · Curiglia con Monteviasco · Cuveglio · Cuvio · Daverio · Dumenza · Duno · Fagnano Olona · Ferno · Ferrera di Varese · Gallarate · Galliate Lombardo · Gavirate · Gazzada Schianno · Gemonio · Gerenzano · Germignaga · Golasecca · Gorla Maggiore · Gorla Minore · Gornate-Olona · Grantola · Inarzo · Induno Olona · Ispra · Jerago con Orago · Lavena Ponte Tresa · Laveno-Mombello · Leggiuno · Lonate Ceppino · Lonate Pozzolo · Lozza · Luino · Luvinate · Maccagno con Pino e Veddasca · Malnate · Marchirolo · Marnate · Marzio · Masciago Primo · Mercallo · Mesenzana · Montegrino Valtravaglia · Monvalle · Morazzone · Mornago · Oggiona con Santo Stefano · Olgiate Olona · Origgio · Orino · Osmate · Porto Ceresio · Porto Valtravaglia · Rancio Valcuvia · Ranco · Saltrio · Samarate · Sangiano · Saronno · Sesto Calende · Solbiate Arno · Solbiate Olona · Somma Lombardo · Sumirago · Taino · Ternata · Tradate · Travedona-Monate · Tronzano Lago Maggiore · Uboldo · Valganna · Varano Borghi · Varese · Vedano Olona · Venegono Inferiore · Venegono Superiore · Vergiate · Viggiù · Vizzola Ticino
1. ↑  https://demo.istat.it/?l=it.